# Pierre-Jean Daviaud
Pour les articles homonymes, voir Daviaud.
Pierre-Jean Daviaud, né le 1er janvier 1938 à Saint-Aigulin (Charente-Inférieure), est un homme politique français.

## Biographie
Fils de Daniel Daviaud (1904-1977), il est conseiller général (MRG puis DVG) du canton de Montguyon de 1988 à 2008 et maire de Saint-Aigulin. Il est député de la 4e circonscription de la Charente-Maritime de 18 août 1990 à 1er avril 1993.